# Serjania grammatophora
Serjania grammatophora är en kinesträdsväxtart som beskrevs av Ludwig Radlkofer. Serjania grammatophora ingår i släktet Serjania och familjen kinesträdsväxter. Inga underarter finns listade i Catalogue of Life.